# Генеральний комісар держбезпеки
Генеральний комісар державної безпеки – найвище спеціальне звання вищого начальницького складу  Головне управління державної безпеки (ГУДБ) НКВС і НКДБ СРСР в 1935-1945 роках. 
Попереднє більш низьке звання: комісар державної безпеки 1-го рангу.

## Історія використання
Постановами ЦВК СРСР № 20 і РНК СРСР № 2256 від 7 жовтня 1935 року, оголошених Наказом НКВС СРСР № 319 від 10 жовтня 1935  були введені персональні спеціальні звання для начальницького складу ГУДБ НКВС СРСР. Найвищим серед них спеціальним званням було звання комісар державної безпеки 1-го рангу.

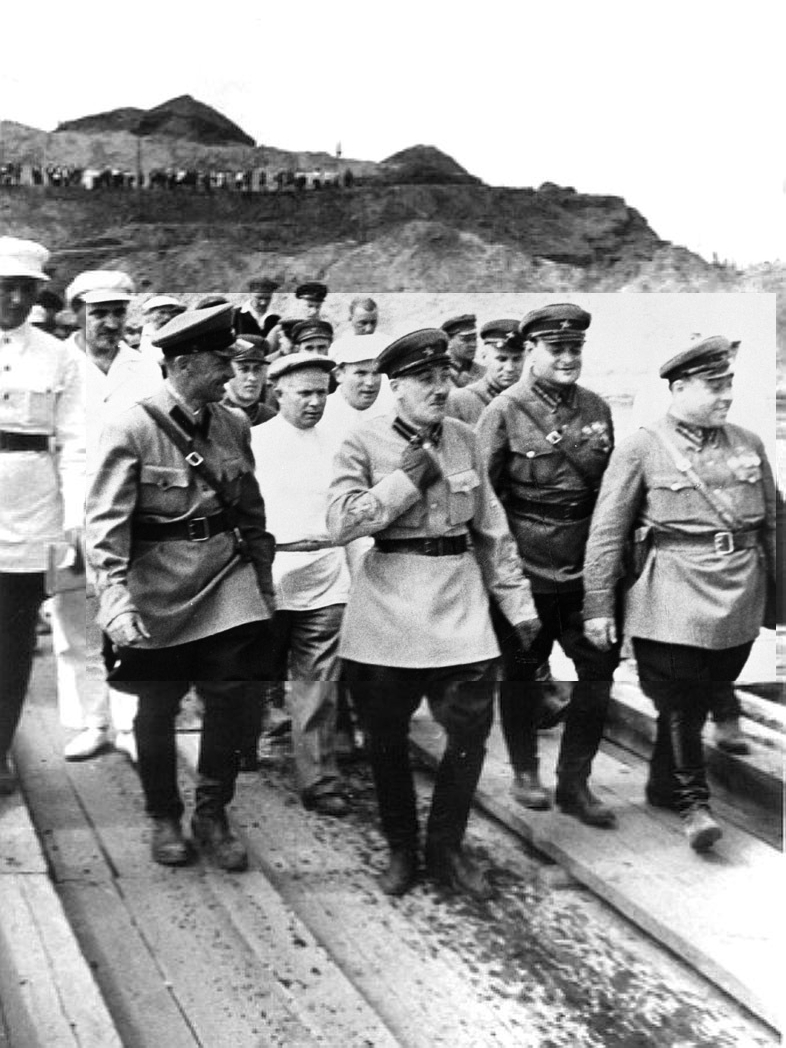
На передньому плані нарком НКВС, генеральний комiсар держбезпеки Ягода Г.Г (1935 рiк)

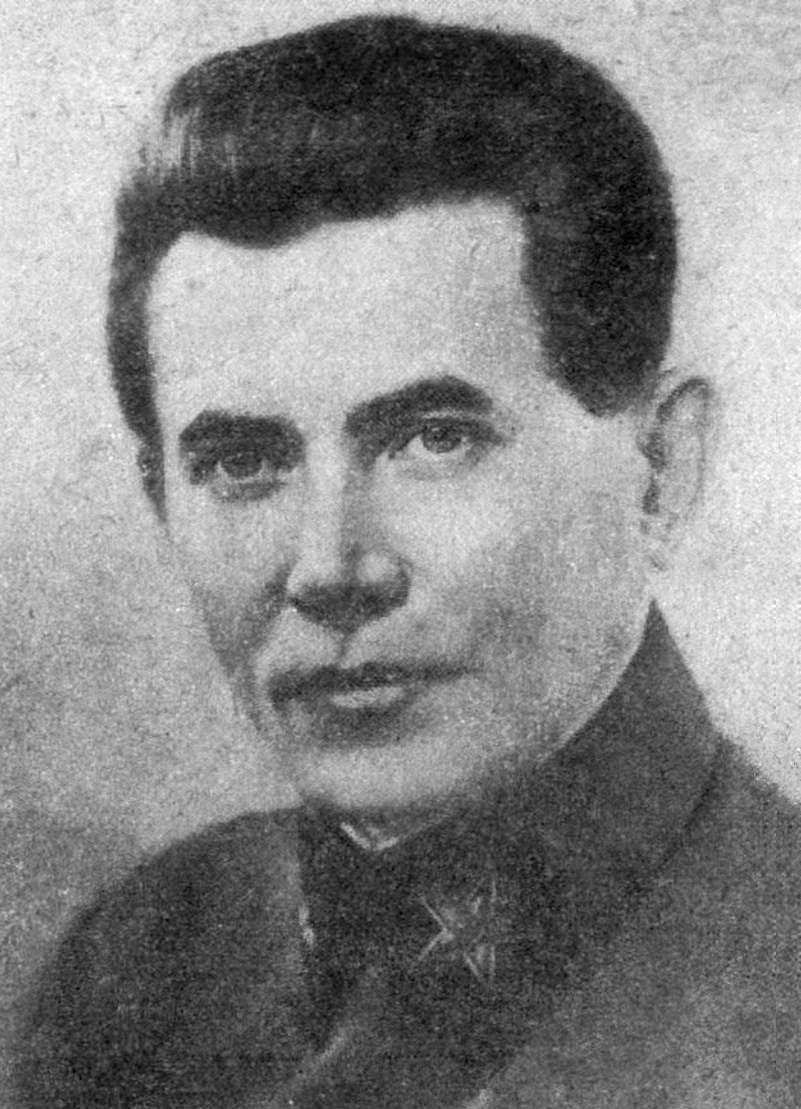
Нарком НКВС, генеральний комісар держбезпеки Єжов М.I. (1938 рiк)

Введено Постановою ЦВК СРСР і СНК СРСР від 26 листопада 1935 року «Про введення звання Генеральний комісар державної безпеки і присвоєння його народному комісарові внутрішніх справ СРСР тов. Ягоді Г. Г.». За статусом відповідало військовому званню «маршал Радянського Союзу» (офіційних таблиць відповідності не було).
Указом Президії Верховної Ради СРСР від 9 лютого 1943 року, вводилися нові спеціальні звання співробітників органів НКВС відповідні до загальновійськових (окрім вищого начальницького складу), а також вводився поділ на склади (вищий, старший, середній та молодший). Звання генеральний комісар державної безпеки залишалося найвищим званням державної безпеки, співпадаючи з армійським званням – маршал Радянського Союзу. 
Указом Президії Верховної Ради СРСР від 6 липня 1945 року «Про звання, форму одягу і знаки розрізнення начальницького складу Народного Комісаріату Внутрішніх Справ і Народного Комісаріату Державної Безпеки СРСР» для начальницького складу НКВС та НКДБ вводилися звання аналогічні до встановлених для офіцерського та генеральського складів Червоної Армії. Генеральному комісару державної безпеки, народному комісару внутрішніх справ Берії Л.П. було присвоєно військове звання маршал Радянського Союзу.

## Знаки розрізнення
В 1935 році в ГУДБ НКВС вводяться персональні спеціальні звання, а також повністю змінюються знаки розрізнення. Спочатку для начскладу ГУДБ НКВС були прийняті тільки нарукавні знаки розрізнення. Для осіб середнього начскладу - червоні усічені трикутники (кількість - відповідно до звання). Дана система виявилася невдалою: нарукавні відзнаки були важкорозрізнювані, що призвело до повернення знаків розрізнення до петлиць. На петлицях  начальницького складу з’являються просвіти]], певного кольору. Середній та старший начальницькі склади мали сріблясті просвіти, вищий начальницький склад мав золотисті просвіти. Також на петлицях, в залежності від звання розташовувалася певні кількість сріблястих (старший склад), золотистих (вищий склад) п’ятипроменевих зірочок чи червоних емальованих трикутників (середній склад). Генеральний комісар мав на петлицях з золотистим просвітом одну велику щиту золотисту зірку з серпом та молотом усереднені, зірка мала срібну облямівку, також на рукавах розміщувалася велика золотиста зірка, облямована червоним, синім, зеленим і краповим шиттям над смугою.
З 1937 року в органах державної безпеки були введені знаки розрізнення армійського зразка (аналогічні вже використовувалися у військах НКВС). Нарукавні відзнаки були скасовані, був змінений вид петлиць. Петлиці встановлювалися двох видів: для гімнастерки або френча і для шинелі. Перші зберігали колишні форму і розмір, шинельні мали форму ромба з округленими увігнутими верхніми сторонами. Висота петлиці 11 см, ширина - 8,5 см, розміри шинельної петлиці: висота 13см, ширина 12,5 см. Колір петлиць залишався колишнім, крапові (темно-червоного) з малиновим кантом. Замість зірочок і кутників були встановлені знаки розрізнення, аналогічні прийнятим в РСЧА: ромби для вищого начскладу, прямокутники («шпали») - для старшого і квадрати («кубики») - для середнього. Генеральний комісар державної безпеки мав за знаки розрізнення петлиці тільки шинельного типу (ромбічні) як у маршалів радянського Союзу. Петлиця мала колір органів держбезпеки, червоні серп і молот на зірці і особливе шиття - зірка була обрамлена послідовно тонкими червоної, синьої, зеленої і краповий нитками.
В 1943 році в органах державної безпеки (як і в інших підрозділах НКВС/НКДБ так і в Червоній армії) відбувається уніфікація військових та спеціальних звань. Знаки розрізнення піддаються зміні, вони змінюють свій вигляд і їх починають розміщувати на нововведених погонах. Погони вищого начальницького складу державної безпеки були шестикутні та вкриті золотим галуном, з волошковими кантами. Галун викладався зигзагом, з волошковою стрічкою (просвітом). Генеральний комісар державної безпеки, отримує маршальські погони, з великою срібною маршальською зіркою та з гербом СРСР.
1936-1945.
| 1936 | 1936 | 1937-43 | 1943 | 1943-1945 |
| ---- | ---- | ------- | ---- | --------- |
|      |      |         |      |           |

## Носії
Це звання мали три наркома внутрішніх справ:
Постановою ЦВК СРСР і СНК СРСР від 26 листопада 1935 року «Про встановлення звання Генеральний комісар державної безпеки і присвоєння його народному комісарові внутрішніх справ СРСР тов. Ягоді Г. Г.» звання Генеральний комісар державної безпеки присвоєно:
- Ягоді Генріху Григоровичу — народному комісарові внутрішніх справ СРСР.

Постановою ЦВК СРСР і РНК СРСР від 27 січня 1937 року присвоєно звання Генеральний комісар державної безпеки :
- Єжову Миколі Івановичу — народному комісарові внутрішніх справ СРСР.

Указом Президії Верховної ради СРСР від 30 січня 1941 року «Про присвоєння наркомові внутрішніх справ тов. Берія Л. П. звання Генерального комісара Державної безпеки» звання Генеральний комісар державної безпеки присвоєно:
- Берія Лаврентію Павловичу — народному комісарові внутрішніх справ СРСР.

Указом Президії Верховної ради СРСР від 9 липня 1945 звання Генерального комісара держбезпеки було скасоване у зв'язку з віднесенням службовців НКДБ СРСР до військовослужбовців і заміною спеціальних звань держбезпеки на військові. Того ж дня Берії було присвоєне військове звання Маршал Радянського Союзу.
Всі три генеральні комісари держбезпеки були засуджені до вищої міри покарання і жоден з них не був реабілітований.